# West Newton with Burton Constable

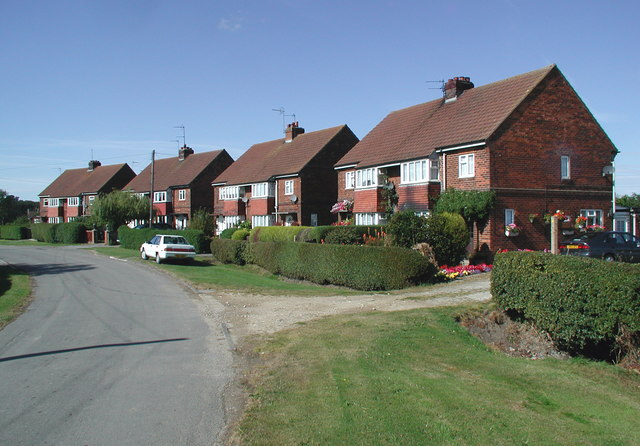
West Newton

West Newton with Burton Constable var en civil parish från 1866 till 1935 då den blev en del av Burton Constable, i grevskapet East Riding of Yorkshire, i England. Civil parish var belägen 16 km från Beverley och hade 141 invånare år 1931.